# Trematodon dentatus
Trematodon dentatus är en bladmossart som beskrevs av Brotherus och Potier de la Varde 1926. Trematodon dentatus ingår i släktet tranmossor, och familjen Bruchiaceae. Inga underarter finns listade i Catalogue of Life.